# 김용판
김용판(金用判, 1958년 1월 5일~)은 대한민국 제21대 국회의원이다. 국회의원 당선 이전에는 경찰공무원으로 일했으며, 서울지방경찰청장(2012~2013)을 지냈다.

## 출생과 성장
김용판(金用判) 은 1958년 대구 달서구 도원동(월배)에서 태어나 월배국민학교, 달성중학교, 경북대학교 사범대학 부설고등학교를 거쳐 1982년 영남대학교 경제학과를 졸업했으며 2000년 한양대학교 행정대학원에서 법학석사 학위를 받았다.

## 학력
- 1970.02 대구월배초등학교 졸업
- 1973.02 달성중학교 졸업
- 1976.02 경북대학교 사범대학 부설고등학교 졸업
- 1982.02 영남대학교 경제학과 졸업 (경제학사)
- 1999.02 한양대학교 행정대학원 사법경찰행정학과 졸업 (법학학사)

## 경력
육군 병장으로 만기 제대한 후인 1986년 제30회 행정고시에 합격하고 1990년 경찰에 임용되었다. 1998년 경북 성주경찰서장으로 근무하였다.
서울 성동경찰서장(2004~2006) 재직 시에는 한국능률협회가 주관하는 제2회 대한민국 개선스킬 경진대회에서 은상을 수상했다. 경무관으로 승진한 뒤 주 중국 대한민국 대사관에서 외사협력관(2006~2009)으로 근무하였다. 2010년 충북경찰청장으로 부임해 ‘주폭(酒暴)’ 개념을 처음으로 창시하였으며, 한국생산성본부 주관의 제35회 국가생산성대회에서 중앙행정기관으로서는 최초로 국무총리 종합상을 받았다.
서울경찰청장(2012.5~2013.3) 재직 시 치안복지개념을 주창하고 이를 위해 존중·엄정·협력·공감의 4대 전략과 책무 중심의 3대 관점을 제시하였다.
21대 총선 미래통합당 대구 달서병에서 국회의원으로 당선되었다. 당시 김용판 국회의원 당선자는 ' 초선이지만 할 말을 하는 국회의원이 되겠다" 또한 킹메이커 역할에 대한 포부를 드러내며 "특정인을 염두에 두고 하는 얘기는 아니다. 대통령이 나오려면 이런 사람은 되고 저런 사람은 안된다'는 나름의 기준을 제시하려고 한다. 대선에서 승리하려면 중도층의 마음을 얻어야 한다. 중도층에 실망을 주는 사람은 자격이 없다" 라고 말했다.
향후 의정활동에 대해 그는 "대구 신청사 주변을 광역행정복합타운으로 만들고, 두류공원을 새롭게 리모델링해서 대구의 랜드마크로 만들 것"이라며 "국회의원으로 법률안 재개정을 통해 자유민주주의에 반하는 법을 조정 또는 폐지하는 데 힘을 쏟겠다"고 약속했다.
의정 활동은 '학교 등 세제 지원 연장 법안 발의'', '학교주변 리얼돌 체험방 금지법 발의','LH투기방지법 발의','소방차 신속출동 행정 지원을 위한 긴급우선신호시스템 관련 법안 발의', '공무상재해에 공무원 국가가 끝까지 책임질수 있도록 하는 국가공무원법 개정안 발의', '주폭방지법' 발의 등을 하였다. 김용판 의원실이 경찰청으로부터 받은 ‘최근 5년간 주취 상태 범죄 발생 현황’ 자료에 따르면 주요 강력범죄로 붙잡힌 자 중 주취 상태였던 이들의 비율은 무려 30% 선이다. 하지만 현행법상 주취자의 경우 심신미약 상태로 간주해 되레 형량을 깎아주거나 선처하고 있는 상황이다. 이번에 발의된 법안에는 주취 범죄자에 대해 형법 10조(심신장애 감경 규정)을 적용을 배제하고, 형의 2분의 1까지 가중할 수 있도록 한다는 내용이 담겼다. 즉, ‘취해서 저지른 일’이란 변명이 불가능해지는 것이다. 여기엔 △주취자 범죄 예방 및 보호를 위한 국가 및 지자체의 책무 △경찰관 또는 119구급대원의 응급조치 △주취범죄자 신고자 보호 △의료기관의 지정·운영 △주취자 범죄의 처벌 강화 △주취자 치료 명령 등이 포함됐다. 법에 어긋나는 주류 관련 영업행위로 주취자로부터 피해를 입고도 신고를 꺼렸던 이들에게는 형을 감경하거나 면제토록 하는 피해자 보호조치도 마련했다.
김 의원은 ”주취 상태에서 타인의 생명과 신체에 위해를 가하고 재산에 큰 피해를 준다면 사생활의 범위를 벗어난 사회적 문제로 인식해야 한다”며 ”취해 저지른 범죄를 엄벌해야 한다는 사회적 공감대를 배경으로 이번 제정법을 추진하게 됐다”고 설명했다.
- 1986: 제30회 행정고시 합격
- 1998.05~2002.02: 경북 성주경찰서장
- 2001.07~2003.03: 대구 달서경찰서장
- 2004.07~2006.02: 서울 성동경찰서장
- 2006.02~2009.08: 경찰청 외사관리관실
- 2006.09~2009.08: 주중국한국대사관 참사관 (경무관)
- 2009.08~2010.01: 경찰청 보안국 국장
- 2010.01~2010.09: 서울지방경찰청 차장
- 2010.09~2011.11: 충북지방경찰청장
- 2011.11~2012.05: 경찰청 보안국장
- 2012.05~2013.04: 서울지방경찰청장
- 자유한국당
- 2020.09~2024.05: 국민의힘 호남 동행 국회의원 발대식 명예의원(광주광역시)
- 2020.09~2024.01: 국민의힘 대구시당 달서구(병) 당협위원장
- 2020.10~2021.03: 국민의힘 4.7 재보궐선거 공약개발단 공통공약 개발단 안심안전팀 위원
- 2021.10~2022.03: 국민의힘 이재명비리 국민검증 특별위원회 위원
- 2021.12~2022.01: 국민의힘 살리는 선거대책위원회 조직총괄본부 대구지역본부장
- 2021.12~2022.03: 국민의힘 대구를 살리는 선거대책위원회 생활안전본부장
- 2022.03~2022.05: 국민의힘 경북도당 6·1지방선거 공천관리위원회 부위원장
- 2022.05~2022.07: 국민의힘 대구광역시당 위원장 직무대행
- 2022.07~2023.07: 국민의힘 대구광역시당 위원장
- 2023.10~2024.04: 국민의힘 정책위원회 정책조정위원회 제3정조위원장(운영·법사·행안위 분야)
- 2023.11~2024.04: 국민의힘 공정선거 제도개선 특별위원회 위원

### 의정 활동
- 2020.05~2024.05: 제21대 국회의원(대구 달서구 병, 미래통합당→국민의힘, 초선)
  - 2020.07~2022.05: 제21대 국회 전반기 행정안전위원회 위원
  - 2020.07~2024.05: 서민금융활성화 및 소상공인포럼 구성의원
  - 2020.07~2024.05: 국회 포스트코로나 경제연구포럼 구성의원
  - 2020.09~2022.05: 제21대 국회 전반기 행정안전위원회 법안심사 제2소위원회 위원
  - 2020.09~2022.05: 제21대 국회 전반기 행정안전위원회 청원심사소위원회 위원장
  - 2021.09~2021.09: 제21대 국회 대법관(오경미) 임명동의에 관한 인사청문특별위원회 위원
  - 2022.01~2022.03: 제21대 국회 전반기 예산결산특별위원회 위원
  - 2022.07~2023.10: 제21대 국회 후반기 행정안전위원회 위원
    - 제21대 국회 후반기 행정안전위원회 법안심사 제1소위원회 위원
    - 제21대 국회 후반기 행정안전위원회 예산·결산기금소위원회 위원

  - 2023.10~2024.03: 제21대 국회 후반기 행정안전위원회 간사
  - 2024.03~2024.05: 제21대 국회 후반기 행정안전위원회 위원
  - 2024.05~2024.05: 제21대 국회 후반기 행정안전위원회 간사

## 상훈
- 1999.10 대통령표창[15]
- 2005.10 근정포장[16]
- 2012.10 홍조근정훈장

## 철학
“한 올의 실로는 줄을 만들 수 없고 한 그루의 나무로는 숲이 되지 않는다”는 속담을 인생의 좌우명으로 삼고 있다.

## 주요 저서
- 어머니의 암 치유 과정을 정리한 <내 건강비법>(우리출판사)[18][19]
- 내 병은 내가 고친다, 1994년, 서울기획 ISBN 8977450071[20]
- 우리가 모른다고 없는 것이 아니다, 2012년, 김영사 ISBN 8934959625 {{isbn}}의 변수 오류: 유효하지 않은 ISBN.[21]
- 나는 왜 청문회 선서를 거부 했는가, 2015년, 트러스트북스 ISBN 9791195339143[22]
- 소리없는 눈물이 더 무겁다, 2017년, 트러스트북스 ISBN 9791187993063[23]
- 책무, 2019년, 트러스트북스 ISBN 979-11-87993-63-6

## 국정원 댓글 사건
이는 2012년 18대 대통령선거 직전 일어난 '국정원 여직원 댓글사건'과 관련한 내용이다. 사건 발생당시 수서경찰서 수사과장으로 근무하던 권은희는 당시 경찰 고위간부가 부당한 압력을 행사해 수사 은폐·축소를 시도했다고 주장했다. 이에 당시 검찰 특별수사팀은 김 전 청장을 기소했지만, 법원이 권 의원 진술 신빙성을 인정하지 않으면서 대법원에서 무죄가 확정됐다.
김용판이 기소된 죄명은 ① 공직선거법위반, ② 경찰공무원법위반, ③ 직권남용권리행사방해로서, “2012. 12.경 허위의 중간수사 결과 발표를 시킨 직권남용, 수사방해 직권남용을 함으로써, 경찰공무원법상의 정치운동 금지 규정을 위반함과 아울러 서울청장이라는 공무원 지위를 이용하여 대통령선거 직전에 실체를 은폐한 허위의 수사 공보를 하게 함으로써 선거운동을 하였다”는 것이 공소사실의 요지였다.이는 주로 당시 수서경찰서 수사과장이던 권은희의 ‘김용판으로부터 외압을 당했고, 서울청이 증거를 은폐하고 축소하였다’는 일방적인 주장에 기초한 것이었기에, 1심 재판에서부터 ‘권은희의 증언이 객관적 사실과 부합하는지, 일관성이 있는지, 상식에 비추어 그 신빙성을 인정할 수 있는지’가 다투어졌다.
구체적으로 1심 재판에서 문제되었던 쟁점을 꼽자면, i) 권은희가 ‘김용판의 외압’으로 꼽았던 대표적인 사례로서 “김용판이 국정원 여직원에 대한 압수·수색영장 신청 보류지시를 하였는지 여부”, ii) “디지털증거분석이 서울청에서 이루어지게 하고, 그 과정에서 국정원 여직원을 개입시킴으로써 사건을 은폐하려 하였는지 여부” iii) “분석범위를 제한함과 동시에 디지털증거분석 과정에 수서서를 배제함으로써 사건을 은폐하려 하였는지 여부”, iv) “김용판이 수기보고를 받아가며 사건을 은폐하려 하였는지 여부”, v) “2012. 12. 16. 밤에 전격적으로 허위의 증거분석결과를 바탕으로 한 중간수사결과 발표를 함으로써 사건을 은폐하려 하였는지 여부”, vi) “디지털증거분석이 끝나고도 분석결과물을 수서서에 지연 송배함으로써 수서서의 수사를 방해하였는지 여부” 등을 들 수 있다.
모든 쟁점에 관하여 권은희의 진술은 “객관적 사실관계에 명백히 배치되는 부분이 많아 신빙성이 현저히 떨어진다”고 배척되었고, 권은희의 진술과 반대되는 다른 경찰관들의 진술에 대하여는“그 내용이 대체적으로 서로의 진술 및 객관적 사실관계에 부합하며, 특히 수서서의 다른 직원들 또한 일치하여 진술하고 있다”, “직급과 경찰 내부에서의 위치 및 개인적 성향 등 이해관계가 서로 다른 모든 경찰관들이 상당한 시차를 두고 검찰에서 수사를 받고 법원에서 증언을 하면서, 서로 모의하여 진술내용을 허위로 맞추었을 것이라고는 도저히 보이지 않는다”는 취지의 1심 판결이 내려졌다.
일례로, 권은희는 국정조사 때부터 1심 증인신문에 이르기까지 “서울청이 2018. 12. 18. 분석결과물인 하드디스크를 1차로 송부할 당시 본격적인 수사 진행에 필요한 ID와 닉네임 40개를 넘겨주지 않음으로써 수서서의 수사를 방해하였다”고 주장하여 왔다. 그런데 1심 증인신문 당시 ‘수서서가 교부받았다는 확인 서명이 있는, “추출된 ID, 닉네임 목록”이라고 겉면에 쓰여지기까지 한 하드디스크’ 사진이 제시되자, 권은희는 당황하여 이에 대한 반박을 전혀 내놓지 못하였다. 위와 같은 권은희의 증인신문이 있은 후 그제서야 검찰은 “제때 ID와 닉네임 40개를 넘겨주지 않는 방법으로 수사를 방해하였다”는 취지 대신 “현저히 확인, 분석이 곤란한 상태의 자료만을 넘겨주는 방법으로 수사를 방해하였다”는 취지로 공소장을 변경하였다. 그러나 이에 대하여도 1심 법원은 “위 하드디스크의 겉면만 보아도 ID와 닉네임이 송부되었다는 사실은 쉽게 알 수 있는 것인데, 검사가 무엇을 근거로 1차 송부된 하드디스크에 아이디와 닉네임이 저장되어 있지 않았다고 판단하여 공소를 제기했던 것인지 의문이다. 특정인의 진술만을 지나치게 믿은 나머지 최소한의 객관적인 사실 확인조차 하지 않고 공소를 제기한 것은 아닌지 의문이 아닐 수 없다”며 검찰의 주장을 배척하였다.
결국 1심 법원은 “김용판이 수사를 방해하였다거나, 허위의 중간수사 결과 발표를 시켰다는 범죄의 증명이 없다”며, “검사의 주장과 논리가 우연적이고 지엽적인 사실의 조각들로 성글게 엮어 그 안에 여러 불일치, 모순, 의문이 있음에도 피고인에 대한 불신과 의혹을 전제로 피고인의 변소를 뒷받침하는 다수의 증거를 무시하는 것은 무죄추정의 원칙이 우리 법원에 허여하는 바가 아니다”라고 꼬집었다. 그리하여 1심 법원은 김용판에게 전부 무죄를 선고하였다.
그 후 검찰의 항소로 열린 2심 법원 역시 권은희에 대한 증인신문을 실시하는 등 4회에 걸친 공판기일을 진행한 결과, ‘2012. 12. 당시에는 국정원의 선거관여가 명백히 확인되기 전이었으며, 민주당의 국정원 여직원에 대한 고발 내용에도 인터넷 게시글이나 댓글 외에 찬반클릭까지 명시적으로 문제삼지는 않았던 것으로 보이는 점 등을 고려하면, 국정원 여직원이 작성한 것으로 확인된 게시글 등이 혐의사실과 관련 없다고 판단한 분석팀의 판단이 잘못된 것이라거나 수사결과를 은폐, 축소한 것이라고 보기는 어렵다’, ‘권은희의 당심 법정에서의 진술은 원심 법정에서의 진술과 대부분 동일한 내용인바, 다른 증인들의 증언 또는 객관적 사실을 배척하고 이 사건 공소사실을 합리적 의심을 배제할 정도로 신빙성이 있다고 보이지는 않는다’는 이유로 검사의 항소를 기각하였고, 김용판에게 전부 무죄를 선고한 1심 판결을 유지하였다.
마지막으로 검찰의 상고로 열린 3심 법원 또한, 2심 판결에 채증법칙 위배 및 심리미진, 법리오해 등의 위법이 없다면서 검사의 상고를 기각하여 무죄가 확정되었다.
김용판 전 서울청장은 "권 의원의 모해위증죄 재판 관련, 1심에 이어 2심마저 명백히 확인된 위증사실을 당시 검사는 공소장에 적시하지 않았다"며 "정황상 이는 검찰이 고의로 누락시킨 것이다. 이를 누락한 담당 검사의 직무유기 뿐 아니라, 이를 누락시키도록 압력을 가한 상급자가 있는지 철저히 수사해야 한다"고 말했다.
김 전 청장이 위증사실이라고 주장한 내용은 권 의원이 김 전 청장 재판 중 증인으로 출석해 말한 "서울경찰청에서 수서경찰서로 송부한 자료 중 ID와 닉네임이 없었다"는 것이다. "당시 수사팀은 권은희 진술을 믿고 제 공소장에 이같이 적시했으나, 재판 중에 서울경찰청이 ID와 닉네임을 수서서로 전달한 것으로 확인됐고 검찰은 1심 재판 막바지에서 이를 철회하고 뒤늦게 전달했다는 식으로 공소장을 변경했다"고 김 전 청장은 기자회견에서 부당함을 호소했다.
김용판은 2012년 대선 정국 와중 자신의 저서 소개란에 달린 비판 댓글에 대해 형사고발 운운하며 모조리 삭제 조치한 바 있다.

## 국정감사 이재명 조폭 연루설
2021년, 김용판 의원은 이재명 경기도 지사의 국정감사 질의응답 시간에서, 이재명 지사가 성남시 시장이던 시기에 한 조직폭력배가 뇌물을 준 사진이라고 주장하면서 이에 대한 증거로 ppt를 제시하였다. 그러나 이 사진은 조폭 박정우라는 사람이 2018년 자신의 페이스북에 렌트카 사업으로 돈을 벌었다는 것을 자랑하려고 올린 사진이었다고 하지만 이 사건의 진위여부에 증언 신빈성이 의심받는데에 따라 박철민은 또 다른 '돈다발 사진'을 공개했다. 이날 공개한 사진은 21년 10월 18일에 있던 국정감사 공개된 사진과 다르며 이 사진은 "박스에 든 1억7000만원 등 총 3억7000만원"이라며 "이 전 지사와 모 형사에게 간 돈"이라고 주장했다. 박씨는 장 변호사를 통해 제출한 '사실확인서'에서 "이재명 도지사와 국제마피아파가 공생 관계가 아니라면 과격한 언행이지만 제 목숨을 걸겠다"며 "증거자료를 모두 취합해 조만간 공수처 및 국민권익위원회에 정식 고발하겠다"고 밝혔다.
박정우라는 사람이 페이스북에 이 사진을 올렸던 시기는 2018년 11월이므로 이재명이 이미 성남시장 임기가 끝나고 경기도 지사로 역임하고 있을 때이다. 이재명 지사는 이래서 국회의원의 면책특권을 제한해야 된다면서 면책 특권 뒤에 숨어 거짓 선동하지 말고 당당하면 밖에서 기자회견하고 법적으로 가려보자고 밝혔다.
한편 김진태 국민의힘 '이재명 비리 국민검증특별위원회'위원장이 12일 조선닷컴에 공개한 자료에 따르면 이 전 대표 측 이모 변호사는 9월23일, 9월28일, 10월5일, 10월7일, 10월8일, 10월13일, 10월14일, 10월19일 박철민과 접견했다. 김진태 위원장은 “박씨와 이 전 대표가 정말 아무런 관계가 없는 사람이라면 왜 이 전 대표 측 변호사가 박씨와 8차례나 접견했겠느냐”라며 “박씨는 이 변호사와 이재명 ‘조폭 유착설’ 폭로와 관련한 대화를 나눴다고 주장하고 있다”라고 했다.

## 역대 선거 결과
| 실시년도 | 선거   | 대수 | 직책     | 선거구         | 정당       | 득표수    | 득표율          | 순위 | 당락 | 비고 |
| -------- | ------ | ---- | -------- | -------------- | ---------- | --------- | --------------- | ---- | ---- | ---- |
| 2020년   | 총선   | 21대 | 국회의원 | 대구 달서구 병 | 미래통합당 | 46,988 표 | \| \| 55.79% \| | 1위  |      | 초선 |
|          | 55.79% |      |          |                |            |           |                 |      |      |      |

## 같이 보기
- 달서구 병
- 대구 달서구의 국회의원